# Andrés Stanovnik
Andrés Stanovnik (n. Buenos Aires, 15 de diciembre de 1949) es un fraile capuchino argentino, que desde su renuncia el 22 de febrero de 2025 es arzobispo emérito de Corrientes.

## Biografía

### Orígenes
Andrés nació el 15 de diciembre de 1949, en Buenos Aires, capital de la Argentina. Proveniente de una familia de origen esloveno.

### Vida religiosa
Ingresó joven a la Orden de los Hermanos Menores Capuchinos en su primera juventud; estudió filosofía y teología en la Universidad del Salvador e hizo sus votos perpetuos el 16 de julio de 1978. 
El 2 de septiembre siguiente fue ordenado sacerdote en el santuario de la Virgen del Rosario de Pompeya.
Fue maestro de novicios hasta el año 1988, fue director del Movimiento Juvenil Franciscano (JUFRA) y entre 1987 y 1992 fue vicario provincial de la orden capuchina. Fue superior local y párroco de Nuestra Señora del Carmen en La Falda, Córdoba, y en Nuestra Señora de Pompeya, en Mar del Plata.
En 1992 viajó a Roma a estudiar teología en el Pontificio Ateneo Antoniano, aunque no terminó sus estudios porque en 1994 fue nombrado Definidor General de la orden, con sede en Roma.

## Episcopado

### Obispo de Reconquista
El 30 de octubre de 2001, el papa Juan Pablo II lo nombró obispo de Reconquista, en la provincia de Santa Fe. Fue consagrado obispo en su sede obispal de manos del cardenal Jorge Bergoglio, quien posteriormente sería el papa Francisco. En 2005 fue elegido secretario del Consejo Episcopal Latinoamericano (CELAM), y desde 2007 es el vicepresidente del mismo Consejo.

### Arzobispo de Corrientes
El 27 de septiembre de 2007 fue nombrado arzobispo de Corrientes, cargo que asumió el 15 de diciembre de ese año.
Entre mayo y octubre de 2010 fue también administrador apostólico de la diócesis de Oberá.
Es presidente de la Comisión Episcopal  para el Apostolado Laico y Pastoral Familiar. El 5 de septiembre de 2015 fue nombrado miembro de la Pontificia Comisión para América Latina.
El 7 de diciembre de 2020 fue nombrado miembro de la Pontificia Comisión para América Latina  in aliud quinquennium.
El 22 de febrero de presentó su renuncia cómo arzobispo de Corrientes, desde tal día es arzobispo emérito.

## Posiciones
En septiembre de 2012 fue invitado a exponer la posición de la Iglesia católica ante el proyecto de reforma del Código Civil y Comercial de la Nación. En su exposición opinó que la reforma crearía una "discriminación injusta entre el embrión humano implantado y no implantado" y una negativa al "derecho a la identidad en los casos de fecundación asistida heteróloga". Además, reclamó no eliminar el sostenimiento de la Iglesia católica, sino —en lugar de ello— "nivelar hacia arriba" y "defender el derecho de todas las iglesias y comunidades religiosas, a ser reconocidas como sujetos de derecho, y a poder conducirse en sus asuntos internos con autonomía y sin interferencia del Estado."